# Campanella caesia
Campanella caesia är en svampart som beskrevs av Romagn. 1981. Campanella caesia ingår i släktet Campanella och familjen Marasmiaceae.  Artens status i Sverige är: Ej påträffad. Inga underarter finns listade i Catalogue of Life.